# Messelhausen
Messelhausen is een plaats in de Duitse gemeente Lauda-Königshofen, deelstaat Baden-Württemberg, en telt 332 inwoners (2012).

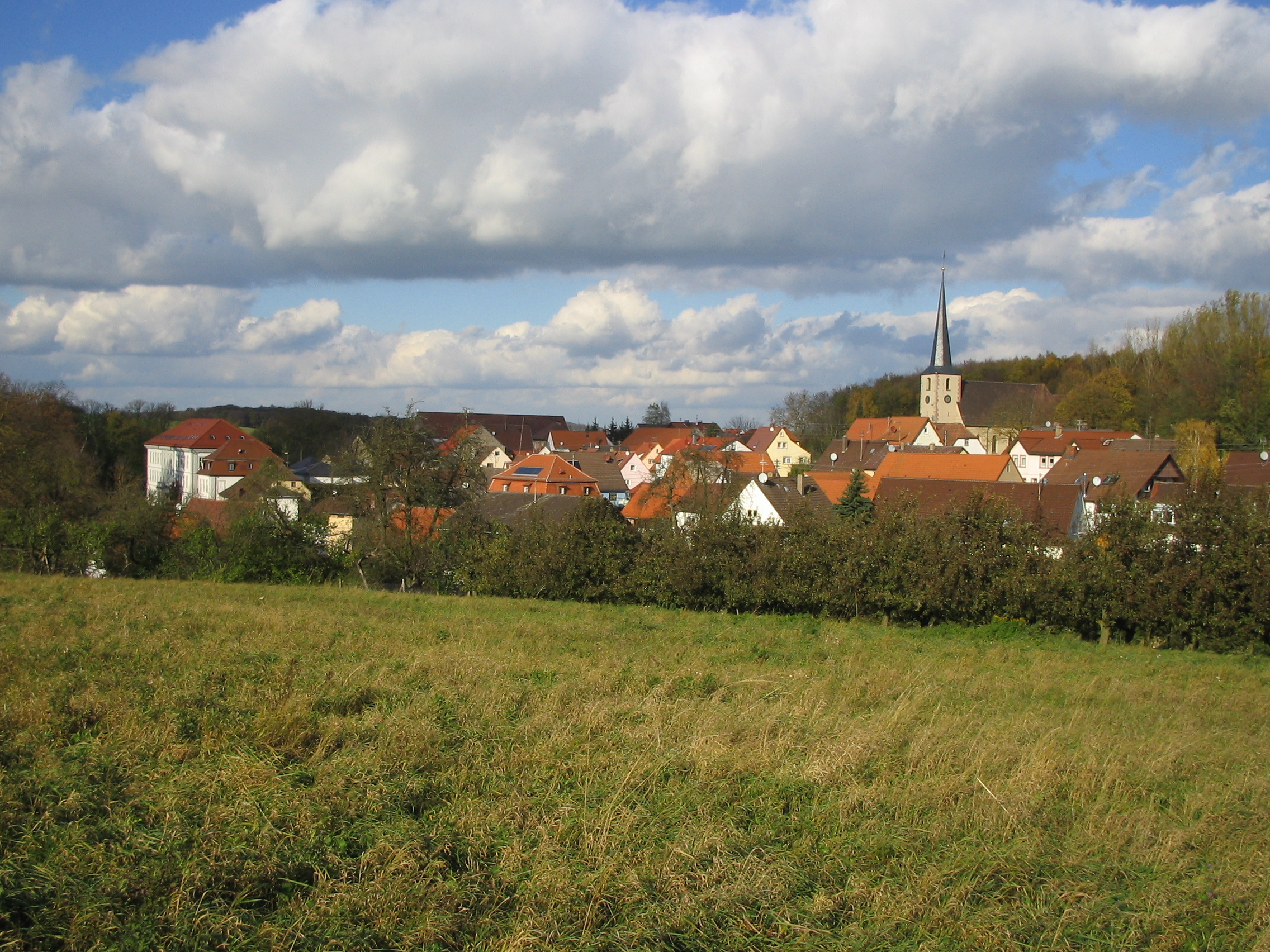
Messelhausen